# 1516 az irodalomban
Az 1516. év az irodalomban.

## Új művek

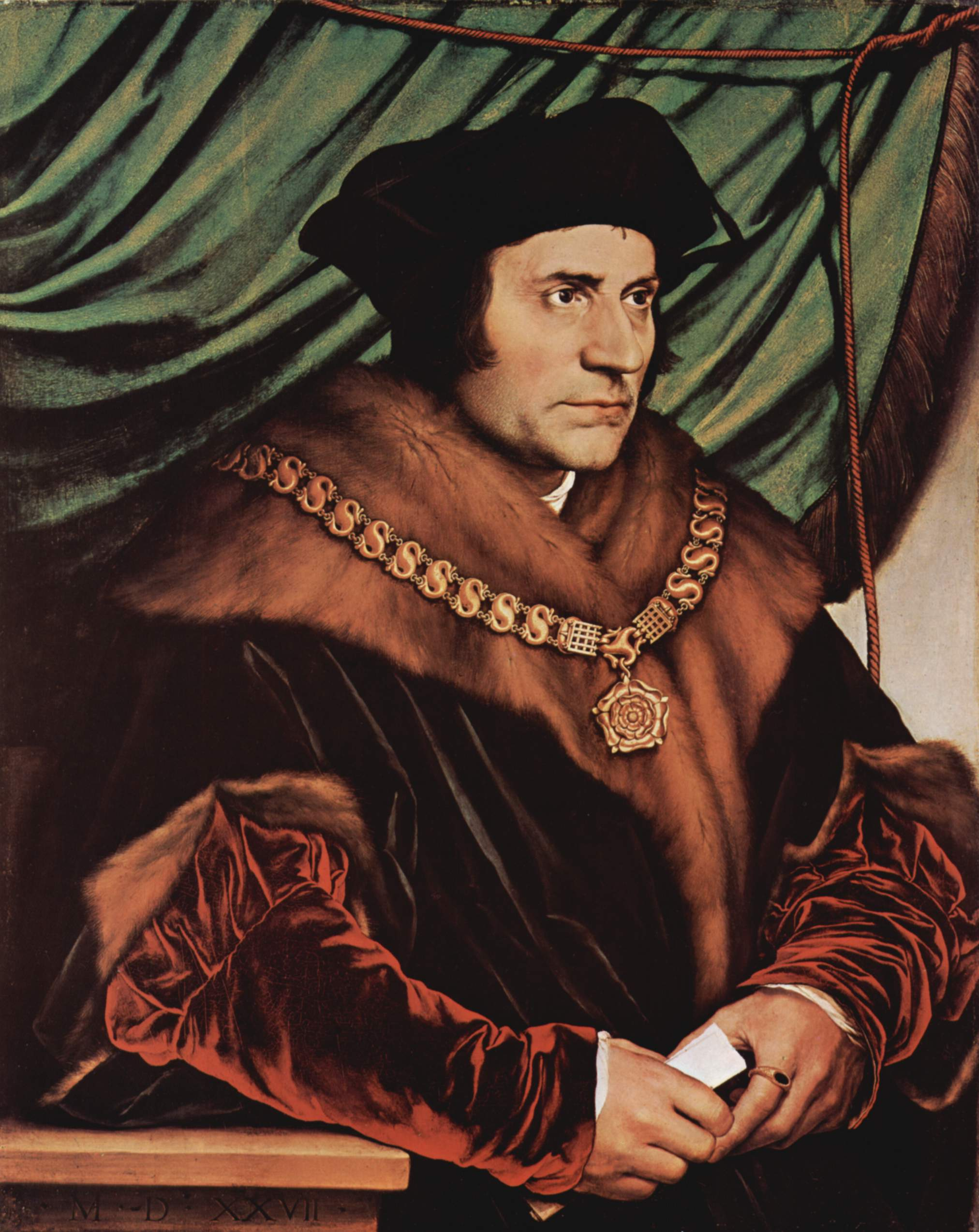
Morus Tamás

- Ludovico Ariosto itáliai költő nagy hatású eposza, az Orlando furioso (Őrjöngő Lóránd)  első változatának megjelenése.
- Morus Tamás angol író latin nyelven írt könyve: Utopia (Utópia).
- John Skelton angol költő moralitásjátéka: Magnificence.[1]

## Születések
- április 23. – Georg Fabricius német protestáns költő, történetíró († 1571)

## Halálozások
- december 13. – Johannes Trithemius német teológus, kriptográfus, polihisztor, történetíró (* 1462)